# سامور (نهر)
سامور أحد الأنهار في شمال القوقاز وتحديدا بجمهورية داغستان.